# Управління кольором
У цифрових системах візуалізації управління кольором (або управління забарвленням) — це керована конверсія між кольоровими зображеннями різних пристроїв, таких як сканери зображень, цифрові камери, монітори, екрани телевізорів, кінопринтери, комп'ютерні принтери, офсетні преси та відповідні носії.
Основна мета управління кольором — отримати хорошу відповідність між кольоровими пристроями; наприклад, кольори одного кадру відео повинні бути однаковими на РК-моніторі комп'ютера, на екрані плазмового телевізора та на друкованому плакаті. Управління кольором допомагає досягти однакового вигляду на всіх цих пристроях, якщо пристрої здатні забезпечити необхідну інтенсивність кольорів. У фотографії часто важливо, щоб відбитки друку чи онлайн-галереї з'явилися, як вони були призначені. Управління кольором не може гарантувати однакове відтворення кольорів, оскільки це рідко можливо, але воно може принаймні дати більший контроль над будь-якими змінами, які можуть відбутися.
Частини цієї технології реалізовані в операційній системі (ОС), бібліотеках-помічниках, додатку та пристроях. Міжплатформовий вигляд управління кольором — це використання сумісної з ICC системи управління кольором.   International Color Consortium (ICC) — галузевий консорціум, який визначив:
- Відкритий стандарт для модуля відповідності кольорів (CMM) на рівні ОС
- ICC-профайл[en] для:
  - Пристроїв, включаючи профілі devicelink, що представляють собою повне перетворення кольорів від вихідного пристрою до цільового пристрою
  - Робочі простори, кольорові простори, в яких кольоровими даними маніпулюють

Існують й інші підходи до управління кольором, окрім використання ICC-профайлів. Частково це пов'язано з історією, а частково і з іншими потребами, ніж в стандарті ICC. Кіно та телерадіоіндустрія використовує одні і ті ж концепції, але вони часто покладаються на більш обмежені рішення бутиків. Наприклад, кіноіндустрія часто використовує 3D lookup table (таблицю пошуку), щоб представити повне перетворення кольорів для конкретного кодування RGB. На споживчому рівні управління кольором в даний час застосовується більше до нерухомих зображень, ніж до відео, в яких управління кольором ще знаходиться в зародковому стані.

## Огляд
1. Охарактеризуйте. Кожному пристрою, що керує кольорами, потрібна персоналізована таблиця або «кольоровий профіль», який характеризує кольорову відповідь конкретного пристрою.
2. Стандартизуйте. Кожен кольоровий профіль описує ці кольори відносно стандартизованого набору опорних кольорів («Простір з'єднання з профілем»).
3. Перекласти. Потім програмне забезпечення, що керується кольором, використовує ці стандартизовані профілі для перекладу кольору з одного пристрою на інший. Зазвичай це виконується модулем управління кольором (CMM).[3]

## Обладнання

### Характеристика
Для опису поведінки різних вихідних пристроїв їх необхідно порівнювати (вимірювати) по відношенню до стандартного кольорового простору. Часто спочатку виконується крок, що називається лінеаризацією, щоб скасувати ефект корекції гамми, який був зроблений для отримання максимальної користі від обмежених   8-bit color шляхів. Прилади, що застосовуються для вимірювання кольорів, включають колориметри та спектрофотометри. В якості проміжного результату описується гамма пристрою у вигляді розсіяних даних вимірювань. Перетворення розсіяних даних вимірювань у більш регулярну форму, придатну для застосування, називається профілюванням даних. Профілювання — це складний процес, що включає математику, інтенсивні обчислення, судження, тестування та ітерацію. Після закінчення профілювання створюється ідеалізований кольоровий опис пристрою. Цей опис називається профілем.

### Калібрування
Калібрування — це як характеристика, за винятком того, що вона може включати в себе пристрою регулювання, на відміну від просто пристрою вимірювання. Керування кольором іноді відбувається убік шляхом калібрування пристроїв до загального стандартного кольорового простору, такого як sRGB; коли таке калібрування виконано досить добре, не потрібні переклади кольорів, щоб усі пристрої послідовно обробляли кольори. Це уникнення складності управління кольором було однією з цілей розвитку sRGB.

## Кольорові профілі

3D-вигляд двох профілів ICC

### Вбудовування
Самі формати зображень (наприклад, TIFF, JPEG, PNG, EPS, PDF та SVG) можуть містити вбудовані кольорові профілі але не вимагають цього у форматі зображення.
Міжнародний стандарт кольорового консорціуму був створений для об'єднання різних розробників та виробників. Стандарт ICC дозволяє обмінюватися характеристиками пристрою виводу та кольоровими просторами у вигляді метаданих. Це дозволяє вбудовувати кольорові профілі в зображення, а також зберігати їх у базі даних або каталозі профілів.

### Робочі простори
Робочі простори, такі як sRGB, Adobe RGB або ProPhoto — це кольорові простори, які полегшують хороші результати під час редагування. Наприклад, пікселі з рівними значеннями R, G, B повинні виглядати нейтральними. Використання великого (гамового) робочого простору призведе до пастеризації, тоді як використання невеликого робочого простору призведе до відсікання. Цей компроміс є важливим для редактора критичних зображень.

## Трансформація кольорів
Трансформація кольору, або трансформація кольорового простору — це трансформація даного кольору з одного кольорового простору в інший. Цей розрахунок необхідний щоразу, коли дані обмінюються всередині ланцюга, керованого кольором, і здійснюються модулем відповідності кольорам. Трансформація профільованої кольорової інформації в різні пристрої виведення досягається шляхом віднесення даних профілю до стандартного кольорового простору. Це полегшує трансформацію кольорів з одного пристрою у вибраний стандартний кольоровий простір, а також у кольори іншого пристрою. Забезпечуючи, що довідковий кольоровий простір охоплює безліч можливих кольорів, які люди можуть бачити, ця концепція дозволяє обмінюватися кольорами між багатьма різними пристроями виведення кольорів. Кольорові трансформації можуть бути представлені двома профілями (профілем джерела та цільовим профілем) або профілем devicelink. У цьому процесі беруть участь наближення, які забезпечують збереження зображення важливими кольоровими якостями, а також дають можливість контролювати, як змінюються кольори.

### Простір підключення до профілю
У термінології  Міжнародного консорціуму кольорів між двома кольоровими просторами може пройти через простір з'єднання профілю (PCS): Колірний простір 1 → PCS (CIELAB або CIEXYZ) → Колірний простір 2; перетворення в ПК та поза ними, визначені профілем.

### Гамове відображення
Майже в кожному процесі перекладу ми маємо мати справу з тим, що колірна гамма різних пристроїв відрізняється в діапазоні, що робить неможливим точне відтворення. Тому вони потребують певної перебудови біля кордонів гами. Деякі кольори повинні бути зміщені у внутрішню частину гами, оскільки в іншому випадку вони не можуть бути представлені на вихідному пристрої і просто будуть обрізані. Ця так звана невідповідність гами виникає, наприклад, коли ми переводимо з кольорового простору RGB з більш широкою гамою в кольоровий простір CMYK із більш вузьким діапазоном гами. У цьому прикладі темний високо насичений фіолетово-синій колір типового «синього» основного монітора комп'ютера неможливо друкувати на папері за допомогою типового принтера CMYK. Найближче наближення до гами принтера буде набагато менш насиченим. І навпаки, «блакитний» первинний принтер для струменевих принтерів, насичений синій середньої яскравості, знаходиться поза гамою типового монітора комп'ютера. Система управління кольором може використовувати різні методи для досягнення бажаних результатів та надання досвідченим користувачам контролю за поведінкою відображення гами.

#### Візуалізація зосередження
Коли гамма вихідного кольорового простору перевищує область призначення, насичені кольори можуть бути обрізані (неточно представлені) або формально спалені. Модуль управління кольором може вирішити цю проблему декількома способами. Специфікація ICC включає чотири різні наміри візуалізації, перелічені нижче. Перед тим, як здійснити фактичний намір візуалізації, можна тимчасово імітувати візуалізацію за допомогою м'якого контролю.Це корисний інструмент, оскільки він прогнозує результат кольорів і доступний як додаток у багатьох системах управління кольорами:
- Абсолютна колориметрична

Абсолютна колориметрія та відносна колориметрія фактично використовують одну і ту ж таблицю, але відрізняються в коригуванні для носіїв білої точки. Якщо пристрій виведення має набагато більшу гаму, ніж профіль джерела, тобто всі кольори у джерелі можуть бути представлені у висновку, використовуючи абсолютний намір передачі колориметрії в ідеалі (ігнорування шуму, точності тощо) дасть точний вихід вказаних значень CIELAB. Кольори можуть здаватися неправильними, але вимірювання приладів отриманого виходу відповідатиме джерелу. Кольори поза можливим кольором системи перевірки друку відображаються до межі кольорової гами.
Абсолютна колориметрія корисна для отримання точного заданого кольору (наприклад, синього IBM) або для кількісної оцінки точності методів відображення.
- Відносна колориметрична

Мета відносної колориметрії — бути правдивим до вказаного кольору тільки з корекцією для носія. Відносна колориметрія корисна для перевірки програм, оскільки з її допомогою можна отримати уявлення про те, як друк на одному пристрої з'явиться на іншому пристрої. Різниці в медіа — це єдине, на що дійсно слід скоригуватися, хоча потрібно також застосувати певне відображення гам. Зазвичай це робиться способом, коли відтінок і легкість підтримуються ціною зниженого насичення.
Відносна колориметрія — це ціль візуалізації зосередження у більшості систем.
- Сприйняття та насичення

Цілі сприйняття та насичення — це те, де результати дійсно залежать від виробника профілю. Це навіть те, як деякі конкуренти на цьому ринку диференціюються. Ці наміри повинні бути створені виробником профілів, щоб приємні зображення виникали з перцептивним наміром, тоді як привабливі ділові графіки візуалізуються насиченим зображенням. Це досягається за рахунок використання різних перцептивних резюме даних, а також різних методів картографічного відображення.
Перцептивне відображення рекомендується для розділення кольорів.
На практиці фотографи майже завжди використовують відносний або перцептивний задум, що стосується природних зображень, абсолют викликає відтінок кольорів, тоді як насиченість створює неприродні кольори. Відносний намір обробляє поза гамою, обрізаючи (спалюючи) ці кольори до краю гами, залишаючи кольори в гамі незмінними, тоді як перцептивний намір плавно переміщує кольори поза гамою в гаму, зберігаючи градації, але спотворює в гамма кольорів у процесі. Якщо все зображення в гамі, відносне є ідеальним, але коли немає кольорів гами, що є кращим, залежить від конкретного випадку.
Відображення насичення є найбільш корисним для мап і діаграм, де є дискретна палітра кольорів, яку дизайнер хоче наситити, щоб зробити їх інтенсивними, але де конкретний відтінок менш важливий.

## Впровадження

### Модуль управління кольором
Модуль відповідності кольорів (також — метод або — система — це програмний алгоритм, який коригує числові значення, що надсилаються або отримуються з різних пристроїв, щоб сприйнятий ними колір залишався послідовним. Основне питання тут полягає в тому, як поводитися з кольором, який неможливо відтворити на певному пристрої, щоб відобразити його через інший пристрій, як якщо б він був візуально того ж кольору, як і коли відтворюваний діапазон кольорів між кольоровою прозорістю та друкованими виданнями різні. Немає загального методу для цього процесу, і продуктивність залежить від можливостей кожного методу відповідності кольорів.
Деякі добре відомі CMM — це ColorSync, Adobe CMM,  Little CMS і ArgyllCMS.

### Рівень операційної системи
Apple, класичний Mac OS і MacOS операційні системи забезпечили API — інтерфейси управління кольором на рівні операційної системи з 1993 року, через ColorSync. macOS додав автоматичне керування кольором (припускаючи sRGB для більшості речей) автоматично в ОС, і додатки повинні обходити це, щоб забезпечити більш точне управління кольором.
З 1997 року управління кольорами в Windows доступне через систему управління кольором ICC (ICM). Починаючи з Windows Vista, Microsoft представила нову кольорову архітектуру, відому як Windows Color System.WCS доповнює систему управління кольоровими зображеннями (ICM) у системах Windows 2000 та Windows XP, оригінально написаних Гейдельбергом.
Операційні системи, які використовують X Window System для графіки, можуть використовувати профілі ICC, а підтримка управління кольорами на Linux, все ще менш зріла, ніж на інших платформах, координується через OpenICC на freedesktop.org та використовує LittleCMS.

### Рівень файлу
Окремі файли зображень (TIFF та Photoshop) містять поняття кольорових каналів для визначення кольорового режиму файлу. Найбільш часто використовувані канали RGB (в основному для відображення (монітори)) і CMYK (для комерційного друку). Додатковий альфа- канал може визначати значення маски прозорості. Деякі програмні засоби для зображень (наприклад, Photoshop) виконують автоматичне розділення кольорів, щоб підтримувати інформацію про колір у режимі CMYK, використовуючи вказаний профіль ICC такий як US Web Coated (SWOP) v2.

### Рівень програми
Станом на  2005, більшість веббраузерів ігнорують кольорові профілі. Помітними винятками були Safari, починаючи з версії 2.0, і Firefox, починаючи з версії 3. Незважаючи на те, що у Firefox 3.0 відключено за замовчуванням, управління кольорами ICC v2 та ICC v4 може бути ввімкнено за допомогою додатка або встановлення параметра конфігурації.
Станом на  2012, помітною підтримкою браузера для керування кольором є:
- Firefox: з версії 3.5 включена за замовчуванням для зображень з тегами ICC v2,[14] версія 8.0 має підтримку профілів ICC v4,[15] але її потрібно активувати вручну.[16]
- Internet Explorer: версія 9 — це перший браузер Microsoft, який частково підтримує профілі ICC, але він не відображає зображення правильно відповідно до налаштувань ICC Windows (він перетворює лише зображення, які не є sRGB, у профіль sRGB) і тому не забезпечує реального керування кольором на всі
- Google Chrome: використовує системну підтримку ICC v2 та v4 на macOS, а з версії 22 підтримує профілі ICC v2 за замовчуванням на інших платформах.[17]
- Safari: має підтримку, починаючи з версії 2.0
- Opera: має підтримку ICC v4 з 12.10[18].[19]
- Pale Moon підтримував ICC v2 від першого випуску та v4 з Pale Moon 20.2 (2013).[20]

## Подальше читання
- Fraser, Bruce; Bunting, Fred; Murphy, Chris (2004). Real World Color Management. Berkeley, CA, USA: Peachpit Press. ISBN 0-201-77340-6.
- Giorgianni, Edward J.; Madden, Thomas E. (1998). Digital Color Management. Addison-Wesley. ISBN 0-201-63426-0.
- Swartz, Charles S. (2004). Understanding Digital Cinema: A Professional Handbook. Focal Press. ISBN 978-0-240-80617-4.
- Morovic, Jan (2008). Color Gamut Mapping. Wiley. ISBN 978-0-470-03032-5.